# 7纳米制程
7纳米制程是半导体制造制程的一个水準。

## 歷史
在2015年7月，IBM宣佈以矽鍺製程做出第一個可運作的7纳米電晶體。台积电在2017年年中推出试验产品，並於2018年第2季首先量產第一代7纳米晶片。
第一個問世量產的7nm晶片是台積電製造的Apple A12 Bionic，用於2018年末推出的iPhone XS和iPhone XR智慧型手機。2019年末發表的Apple A13 Bionic使用台積電第二代7nm制程生產，用於iPhone 11及iPhone 11 Pro。
高通Snapdragon 855和华为海思的麒麟980芯片也都采用了台积电的7纳米工艺。
AMD於2019年推出采用了台积电7nm FinFET製程的RX 5700系列 GPU和Zen 2微架構 Ryzen CPU。而Intel預計2023年推出。
富士通與理化學研究所共同開發的超級電腦「富岳」，採用之ARM架構處理器A64FX，也以7纳米制程生產。
台積電在第三代7nm才引入極紫外光刻，而三星與Intel则计划直接量产采用極紫外光刻工艺的7nm芯片。
Intel的10nm的預期性能最差也僅略輸台積電的7nm，但Intel的10nm產品在台積電量產第一代7nm量產時仍未完全量產，且產品未達預期性能（甚至未明顯超越Intel改良多年的14nm產品）；因此台積電的第一代7nm、是第一個讓Intel失去領先地位的量產製程。
台積電和三星皆將後續改善的製程命名為6奈米，於2019年量產。
2020年8月台積電在官方部落格宣布，7nm製程晶片於2018年4月正式投入量產，直至2020年7月已生產出第10億顆功能完好、沒有缺陷的晶片，達成新的里程碑。
2021年4月，中芯國際在梁孟松与他的台籍团队主导下，基於現有艾司摩爾浸润式光刻DUV微影製程機台技術，开始用N+1工艺量产7纳米芯片，中芯也成为继台积电和三星之后，全球第3家能量产7纳米制程的芯片厂。但为避免过于张扬而招致更多制裁，中芯量产7纳米芯片后秘而不宣，直至1年多后，加拿大TechInsights公司于2022年7月，经逆向工程拆解分析中芯为加拿大比特币挖矿公司MinerVa出货的MV7挖矿芯片，发现其为7纳米制程，从而证实了中芯已于1年多前量产7纳米芯片。这个发现可以证明中芯国际确有利用比特币挖矿活动高峰期，为挖矿矿机业主生产ASIC矿机芯片，而研制了此工艺。
2021年7月，英特爾宣布新的節點命名方式，將其節點與物理尺寸脫勾，其中該公司首次應用EUV技術的7nm FinFET製程更名為「Intel 4」，預定於2022年下半年投產、2023年出貨。
2023年9月3日，前述TechInsights公司收到Mate 60 Pro后，对其进行拆解分析后，发现中芯国际已量产了強化版的7纳米N+2工艺，证实华为海思半導體也应用了该制程。
7纳米的后继制程计划是5纳米。

## 以7纳米制程生產的晶片
- Apple A12 Bionic
- Apple A13 Bionic
- 高通Snapdragon 855系列
- 高通Snapdragon 865系列
- 海思半導體麒麟980、麒麟9000S
- AMD Radeon RX 5000系列 GPU
- AMD Radeon RX 6000系列 GPU
- AMD Zen 2微架構 Ryzen CPU
- AMD Zen 3微架構 Ryzen CPU
- 富士通A64FX
- 聯發科技Helio M70 5G（MT6297）
- 聯發科技天璣（Dimensity）